# Boris Frumin
Boris Frumin (russisk: Борис Моисеевич Фрумин) (født 24. oktober 1947 i Riga i Sovjetunionen) er en sovjetisk filminstruktør og manuskriptforfatter.

## Filmografi
- Dnevnik direktora sjkoly (Дневник директора школы, 1975)[1][2]
- Osjibki junosti (Ошибки юности, 1978)